# Emma Hartmann
Emma Sophie Amalie Hartmann, pseudonymen Frederik Palmer, född Zinn 22 augusti 1807 i Köpenhamn, död där 6 mars 1851, var en dansk tonsättare. Hon ingick 1829 äktenskap med Johan Peter Emilius Hartmann och var mor till bland andra Emil och Carl Christian Ernst Hartmann.

## Biografi
Emma Zinn föddes som dotter till grosshandlare Johann Friederich Zinn och Eva Sophie Juliane Oldeland och växte upp i familjen Zinns köpmansgård i Köpenhamn som  kompositörerna Christoph Ernst Friedrich Weyse och Friedrich Kuhlau ofta besökte. Hon gick i engelsk skola och fick sångundervisning av en privatlärare.
Hon förälskade sig i den två år äldre J.P.E Hartmann som var organist i Garnisonskirken, men paret gifte sig först när han hade avslutat sina studier i juridik. De bosatte sig i en lägenhet i köpmansgården där Emma Hartmann födde tio barn, varav åtta överlevde till vuxen ålder.

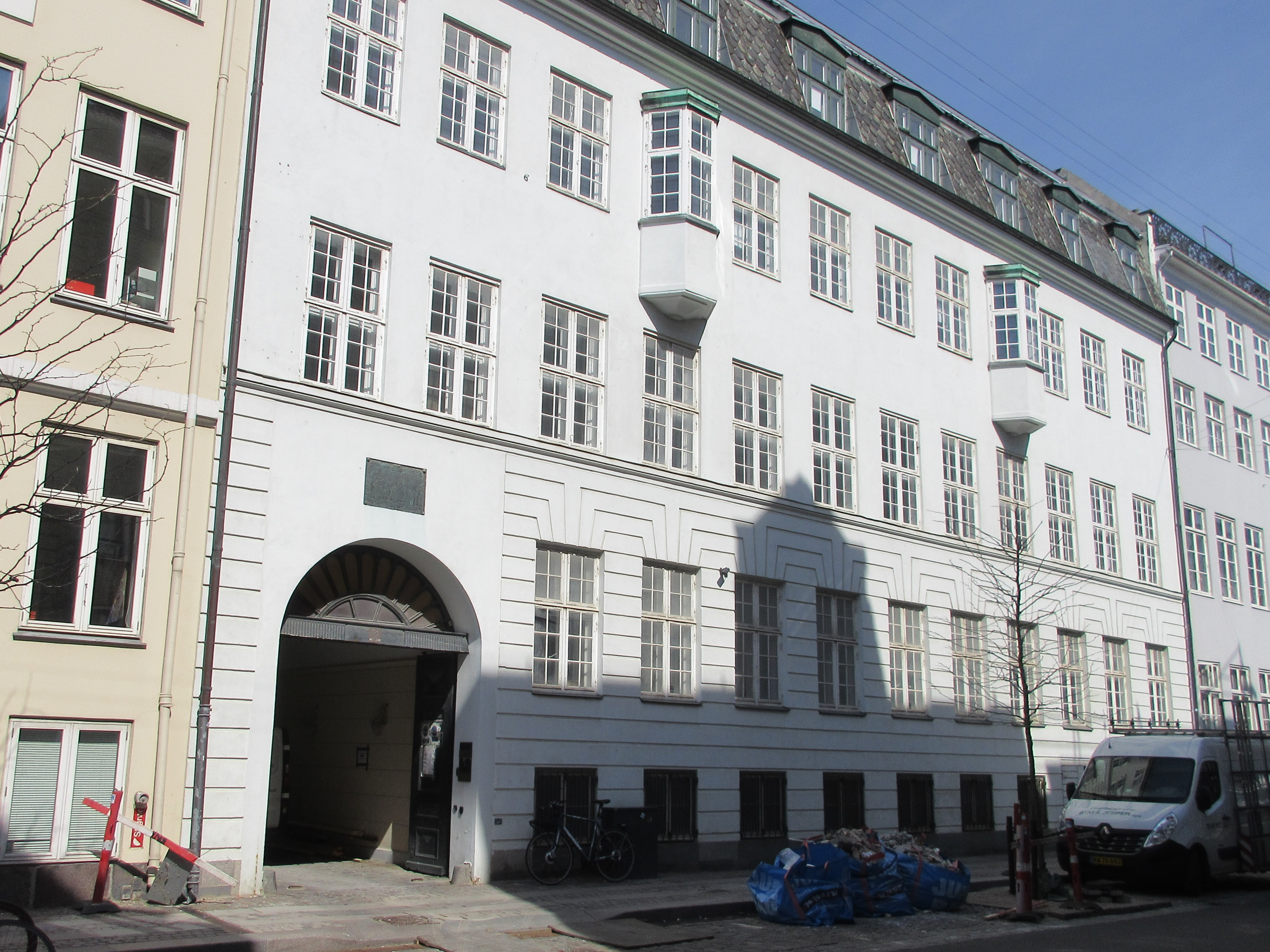
Familjen Zinns köpmansgård.

Hartmann började komponera på allvar i fyrtioårsåldern men hade redan tidigare tonsatt några dikter. Hon fick hjälp av sin man och en av familjens vänner att nedteckna dem eftersom hon inte behärskade notskrift.
Hartmann utgav under pseudonym totalt 22 danska romanser mellan 1848 och 1853. Av hennes verk trycktes även ett par danser till Studenterballet 1841.